# Колисанки (альбом)
 Колисанки  — другий альбом співачки Росави.

## Треки
1. Над колискою
2. Хиті, хиті (Данило Білецький)
3. Ой, спи дитя
4. Ходить Сонко
5. Ой, зірву я грушечку (Даринка Симчич)
6. Як тебе не любити
7. Метелик (Настуня Іллюша)
8. Колискова
9. Ой, баю, мій баю
10. В день Святого Миколая (Настуня Іллюша)
11. Спи, маленький козачок
12. Розмова перед сном (Росава feat. Данило Білецький)
13. Котику сіренький
14. Колихали дитя хлопці (Настуня Іллюша)
15. Товчу, товчу мак (Євдоким та Павло Решетьки)
16. Дві лисички біля річки (Даринка Симчич)
17. Пізня вже годинка
18. Аа, люлі
19. Послання

Додаток
1. Спи маленький козачок (відео)
2. Ой, спи дитя (мультфільм)